# N TOF
n_TOF (abbreviazione di Neutron Time Of Flight, tempo di volo del neutrone) è una sorgente di fasci di neutroni in funzione al CERN di Ginevra. Con lo stesso nome si designa, inoltre, la collaborazione scientifica che gestisce l'esperimento.

## Caratteristiche e scopi
La linea n_TOF produce un fascio pulsato di neutroni. Ogni pacchetto pulsato contiene neutroni di energie differenti ma il loro flusso è costante alle varie energie. L'energia dei neutroni a n_TOF può essere ottenuta mediante la misurazione del loro tempo di volo. Per tali misure, l'esperimento dispone di due sale sperimentali equipaggiate con rilevatori appositamente sviluppati dall'équipe scientifica, con basi di volo della lunghezza pari, rispettivamente, a 20 e 200 metri (circa).

### Motivazioni dell'esperimento
Le attività di ricerca che vi si conducono sono di interesse di tre settori principali:
- fisica nucleare di base.
- astrofisica nucleare;
- tecnologie nucleari emergenti;